# Lista stadionów piłkarskich w Szwecji
Lista stadionów piłkarskich w Szwecji składa się z obiektów drużyn znajdujących się w Allsvenskan (I poziomie ligowym Szwecji) oraz Superettan (II poziomie ligowym Szwecji). Na najwyższym poziomie rozgrywkowym znajduje się 16 drużyn, oraz na drugim poziomie również 16 drużyn, których stadiony zostały przedstawione w poniższej tabeli według kryterium pojemności, od największej do najmniejszej. Tabela uwzględnia również miejsce położenia stadionu (miasto oraz region), klub do którego obiekt należy oraz rok jego otwarcia lub renowacji.
Do listy dodano również stadiony o pojemności powyżej 5 tys. widzów, które są areną domową drużyn z niższych lig lub obecnie w ogóle nie rozgrywano mecze piłkarskie.
Na 12 stadionach z listy: Ryavallen w Borås, Tunavallen w Eskilstunie, Ullevi w Göteborgu, Örjans Vall w Halmstadzie, Olympia w Helsingborgu, Malmö Stadion w Malmö, Idrottsparken w Norrköpingu, Eyravallen w Örebro, Råsundastadion w Solnie, Jarnvallen w Sandviken, Rimnersvallen w Uddevalla oraz Arosvallen w Västerås zostały rozegrane Mistrzostwa Świata w Piłce Nożnej 1958, które organizowała Szwecja. Na Råsundastadion w Solnie został rozegrany finał tych mistrzostw.
Na czterech stadionach z listy: Ullevi w Göteborgu, Råsundastadion w Solnie, Malmö Stadion w Malmö oraz Idrottsparken w Norrköpingu zostały rozegrane Mistrzostwa Europy w Piłce Nożnej 1992, które organizowała Szwecja. Na Ullevi został rozegrany finał tych mistrzostw.
Legenda:

    – stadiony IV kategorii UEFA

    – stadiony w budowie lub przebudowie

    – stadiony zamknięte lub zburzone
| Lp | Nazwa stadionu            | Miejscowość   | Region          | Drużyny                                                                | Otwarty / renowacja | Pojemność | Zdjęcie |
| -- | ------------------------- | ------------- | --------------- | ---------------------------------------------------------------------- | ------------------- | --------- | ------- |
| 1  | Friends Arena             | Solna         | Sztokholm       | Reprezentacja Szwecji (2012–), AIK Fotboll (2013–)                     | 2012                | 50 000    |         |
| 2  | Ullevi                    | Göteborg      | Västra Götaland | Reprezentacja Szwecji (1958–2008), IFK Göteborg (1958–1992, 2007–2008) | 1958                | 43 000    |         |
| 3  | Tele2 Arena               | Johanneshov   | Sztokholm       | Djurgårdens IF, Hammarby IF                                            | 2013                | 30 000    |         |
| 4  | Malmö Stadion             | Malmö         | Skania          | IFK Malmö                                                              | 1951                | 26 500    |         |
| 5  | Swedbank Stadion          | Malmö         | Skania          | Malmö FF                                                               | 2009                | 24 000    |         |
| 6  | Gamla Ullevi              | Göteborg      | Västra Götaland | GAIS (2009–), IFK Göteborg (2009–), Örgryte IS (2009–)                 | 1916/ 2009          | 18 416    |         |
| 7  | Idrottsparken             | Norrköping    | Östergötland    | IFK Norrköping, IK Sleipner                                            | 1903                | 17 234    |         |
| 8  | Borås Arena               | Borås         | Västra Götaland | IF Elfsborg (2005–), Norrby IF                                         | 2005                | 16 899    |         |
| 9  | Olympia                   | Helsingborg   | Skania          | Helsingborgs IF                                                        | 1898                | 16 500    |         |
| 10 | Söderstadion              | Sztokholm     | Sztokholm       | Hammarby IF (1967–2013)                                                | 1966/ 2004          | 16 000    |         |
| 11 | Örjans Vall               | Halmstad      | Halland         | Halmstads BK, IS Halmia                                                | 1922                | 15 500    |         |
| 12 | Stockholms Olympiastadion | Sztokholm     | Sztokholm       | Djurgårdens IF (1936–2013), AIK Fotboll (1912–1936)                    | 1912/ 2012          | 14 500    |         |
| 13 | Värendsvallen             | Växjö         | Kronoberg       | Östers IF (1966–2012)                                                  | 1966                | 13 800    |         |
| 14 | Behrn Arena               | Örebro        | Örebro          | Örebro SK                                                              | 1923                | 13 129    |         |
| 15 | Guldfågeln Arena          | Kalmar        | Kalmar          | Kalmar FF                                                              | 2011                | 12 000    |         |
| 16 | Landskrona IP             | Landskrona    | Skania          | Landskrona BoIS                                                        | 1924                | 12 000    |         |
| 17 | Myresjöhus Arena          | Växjö         | Kronoberg       | Östers IF (2012–)                                                      | 2012                | 12 000    |         |
| 18 | Rimnersvallen             | Uddevalla     | Västra Götaland | IK Oddevold, Uddevalla IS                                              | 1922                | 12 000    |         |
| 19 | Ryavallen                 | Borås         | Västra Götaland | IF Elfsborg (1941–2004)                                                | 1941                | 12 000    |         |
| 20 | Arosvallen                | Västerås      | Västmanland     | Västerås SK                                                            | 1932                | 10 000    |         |
| 21 | Tingvalla IP              | Karlstad      | Värmland        | Karlstad BK, Carlstad United BK, QBIK, Carlstad Crusaders              | 1919                | 10 000    |         |
| 22 | Vångavallen               | Trelleborg    | Skania          | Trelleborgs FF, IFK Trelleborg                                         | 1933/ 2000          | 10 000    |         |
| 23 | Fredriksskans IP          | Kalmar        | Kalmar          | Kalmar FF (1910–2010)                                                  | 1900                | 9795      |         |
| 24 | Linköping Arena           | Linköping     | Östergötland    | Linköpings FC                                                          | 2013                | 8500      |         |
| 25 | Slottsskogsvallen         | Göteborg      | Västra Götaland | Kopparbergs/Göteborg FC (1970–2006)                                    | 1923                | 8480      |         |
| 26 | Kopparvallen              | Åtvidaberg    | Östergötland    | Åtvidabergs FF                                                         | 1920                | 8300      |         |
| 27 | Skarsjövallen             | Ljungskile    | Västra Götaland | Ljungskile SK                                                          | 1984                | 8000      |         |
| 28 | Motala IP                 | Motala        | Östergötland    | Motala AIF                                                             | 1920                | 8000      |         |
| 29 | T3 Arena                  | Umeå          | Västerbotten    | Umeå IK                                                                | 1925                | 8000      |         |
| 30 | Tunavallen                | Eskilstuna    | Södermanland    | IFK Eskilstuna, Eskilstuna City FK                                     | 2002                | 8000      |         |
| 31 | Norrporten Arena          | Sundsvall     | Västernorrland  | GIF Sundsvall, Sundsvalls DFF                                          | 1903/ 2002          | 7700      |         |
| 32 | Bårsta IP                 | Södertälje    | Sztokholm       | Assyriska FF (1974–2005)                                               |                     | 7620      |         |
| 33 | Malmö IP                  | Malmö         | Skania          | IFK Malmö (1903–1958, 1999–2008), Malmö FF (1910–1958, 1999)           | 1896/ 1999          | 7600      |         |
| 34 | Stora Valla               | Degerfors     | Örebro          | Degerfors IF                                                           | 1938                | 7500      |         |
| 35 | Jernvallen                | Sandviken     | Gävleborg       | Sandvikens AIK, Sandvikens IF                                          | 1938                | 7000      |         |
| 36 | Strandvallen              | Hällevik      | Blekinge        | Mjällby AIF                                                            | 1953                | 7000      |         |
| 37 | Strömvallen               | Gävle         | Gävleborg       | Gefle IF                                                               | 1903/ 1923          | 6711      |         |
| 38 | Domnarvsvallen            | Borlänge      | Dalarna         | IK Brage (1925–), Dalkurd FF (2009–)                                   | 1925                | 6500      |         |
| 39 | Studenternas IP           | Uppsala       | Uppsala         | IK Sirius Fotboll                                                      | 1909                | 6500      |         |
| 40 | Södertälje Fotbollsarena  | Södertälje    | Sztokholm       | Assyriska FF, Syrianska FC                                             | 2005                | 6400      |         |
| 41 | Jämtkraft Arena           | Östersund     | Jämtland        | Östersunds FK                                                          | 2007                | 6032      |         |
| 42 | LF Arena                  | Piteå         | Norrbotten      | Piteå IF                                                               | 1939                | 6000      |         |
| 43 | Österås IP                | Hässleholm    | Skania          | IFK Hässleholm, Hässleholms IF                                         | 1969                | 6000      |         |
| 44 | Rambergsvallen            | Göteborg      | Västra Götaland | BK Häcken                                                              | 1935                | 6000      |         |
| 45 | Nobelstadion              | Karlskoga     | Örebro          | KB Karlskoga FF                                                        | 1966                | 5619      |         |
| 46 | Folkungavallen            | Linköping     | Östergötland    | Linköpings FC, FK Linköping                                            | 1970                | 5500      |         |
| 47 | Grimsta IP                | Sztokholm     | Sztokholm       | IF Brommapojkarna                                                      | 1942                | 5500      |         |
| 48 | Stadsparksvallen          | Jönköping     | Jönköping       | Jönköpings Södra IF, IK Tord                                           | 1902                | 5500      |         |
| 49 | Boden Arena               | Boden         | Norrbotten      | Bodens BK                                                              | 2008                | 5000      |         |
| 50 | Finnvedsvallen            | Värnamo       | Jönköping       | IFK Värnamo                                                            | 1980                | 5000      |         |
| 51 | Gutavallen                | Visby         | Gotland         | FC Gute, Visby AIK                                                     | 1929/ 2013          | 5000      |         |
| 52 | Ruddalens IP              | Göteborg      | Västra Götaland | Västra Frölunda IF, Utsiktens BK, Assyriska BK, BK Skottfint           | 1985                | 5000      |         |
| 53 | Skogsvallen               | Luleå         | Norrbotten      | IFK Luleå                                                              |                     | 5000      |         |
| 54 | Vapenvallen               | Huskvarna     | Jönköping       | Husqvarna FF (1987–) Husqvarna IF (1933–1964)                          | 1912                | 5000      |         |
| 55 | Enavallen                 | Enköping      | Uppsala         | Enköpings SK                                                           | 1934                | 4500      |         |
| 56 | Påskbergsvallen           | Varberg       | Halland         | Varbergs BoIS, Varbergs GIF                                            | 1925                | 4500      |         |
| 57 | Ängelholms IP             | Ängelholm     | Skania          | Ängelholms FF                                                          | 2005                | 4000      |         |
| 58 | Falkenbergs IP            | Falkenberg    | Halland         | Falkenbergs FF                                                         | 1921                | 4000      |         |
| 59 | Ramnavallen               | Borås         | Västra Götaland | IF Elfsborg (1922–1941), Norrby IF                                     | 1922                | 4000      |         |
| –  | Hillängens IP             | Ludvika       | Dalarna         | Ludvika FK, IFK Ludvika                                                |                     |           |         |
| –  | Kamratvallen              | Holmsund      | Västerbotten    | IFK Holmsund                                                           |                     |           |         |
| –  | Lövåsvallen               | Billingsfors  | Västra Götaland | Billingsfors IK                                                        | 1944                |           |         |
| –  | Sandåkerns IP             | Umeå          | Västerbotten    | Umeå FC                                                                |                     |           |         |
| –  | Trollebo IP               | Hallstahammar | Västmanland     | Hallstahammars SK                                                      |                     |           |         |
| –  | Vägga IP                  | Karlshamn     | Blekinge        | Högadals IS, IFK Karlshamn                                             |                     |           |         |
| –  | Herrgärdets IP            | Västerås      | Västmanland     | Västerås IK (1913–1931)                                                |                     | rozebrano |         |
| –  | Johanneshovs IP           | Johanneshov   | Sztokholm       | Hammarby IF (1928–1967)                                                |                     | rozebrano |         |
| –  | Norra IP                  | Sandviken     | Gävleborg       | Sandvikens IF (1918–1937)                                              |                     | rozebrano |         |
| –  | Råsunda IP                | Solna         | Sztokholm       | AIK Fotboll (1910–1937)                                                | 1910                | rozebrano |         |
| –  | Råsundastadion            | Solna         | Sztokholm       | AIK Fotboll (1937–2012)                                                | 1937                | rozebrano |         |
| –  | Tranebergs IP             | Sztokholm     | Sztokholm       | Djurgårdens IF (1911–1935)                                             | 1911                | rozebrano |         |